# Romică Rașovan
Romică Rașovan (ur. 22 grudnia 1967 w Reșicie) – rumuński zapaśnik walczący w stylu wolnym. Olimpijczyk z Barcelony 1992, gdzie zajął czwarte miejsce w kategorii 48 kg.
Czterokrotny uczestnik mistrzostw świata, piąty w 1991. Zdobył trzy medale na mistrzostwach Europy, w tym złote w 1990 i 1992. Mistrz Europy juniorów w 1987 i wicemistrz w 1985 roku.
- Turniej w Barcelonie 1992

Pokonał Toma Petryshena z Kanady, Cerenbaataryna Chosbajara z Mongolii i Tima Vanniego z USA a przegrał z Kim Jong-sinem z Korei Południowej i Wugarem Orudżowem z WNP.